# Santo Domingo Yodohino
Santo Domingo Yodohino è un comune del Messico, situato nello stato di Oaxaca.